# Moje Bergström

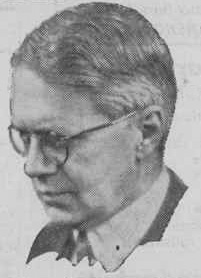
Moje Bergström

Gustav Mauritz (Moje) Bergström, född 22 februari 1893 i Norberg, Västmanlands län, död 22 juli 1958 i Gustav Vasa församling, Stockholm, var en svensk arkitekt, främst verksam inom material-, och byggteknik (eller byggnadsteknik), redaktör för Byggmästaren, samt grundare av Svensk Byggtjänst. Tidigare hade expertis inom byggteknik och material bytts endast personligt och ostrukturerat. Utvecklingen inom material och byggteknik krävde ett annat system för överföring av information. Det fanns flera stora städer runt om i Europa som redan hade liknande verksamheter och fungerade som förebilder, som en neutral kunskapsförmedlare för byggbranschen. 
Bergström, som var son till kronolänsmannen Frans Viktor Bergström och Anna Krook, avlade studentexamen vid Rudbeckianska gymnasiet, där han var redaktör för tidningen Gymnasisten, i Västerås 1915 och utexaminerades från Kungliga Tekniska högskolan 1919. Han blev avdelningsingenjör vid Statens provningsanstalt 1920, var sekreterare i Stockholmsutställningen 1930, förste avdelningsingenjör 1931 och var avdelningschef där från 1939. Han var redaktör för tidskriften Byggmästaren 1928–1933 och ansvarig utgivare från 1934. I tidningen uttryckte Bergström ställningstaganden och framförde skarpa åsikter, vilket noterats i litteratur om svensk arkitektur, och byggnadshistoria, exempelvis angående i hur stat och kommuners inblandning skulle krävas för att effektivisera byggnadssektorn, istället för enbart Byggnadsföreningens kommitté. Han riktade skarp kritik 1930 mot att arkitekter inte satt med som prisdomare i juryn för Norrmalmstävlingen, "en tävling med prisbedömning enligt underliga principer.". ...Fil. dr i bebyggelseantikvarie Stina Hagelqvist skriver: "I retoriska termer inte bara nedvärderade Bergström arrangörens kompetens utan han antydde också subjektivitet och egenintresse. Av hans strategi får man intrycket att han misstrodde föreningens goda avsikter med tävlingen. Han skrev: Jag vill icke heller på något sätt insinuera, att föreningens styrelse kan väntas vid prisbedömningen komma att låta cementfabrikernas privatekonomiska intressen medvetet dominera på bekostnad av den i programmet angivna avsikten med tävlingen, nämligen att medverka till ett förbilligande av byggnadskostnaderna. någon garanti härutinnan har dock icke lämnats, men hade varit lätt att ge genom att lägga prisbedömningen i opartiska händer." ". Vidare rapporterade Dagens Nyheter på sin förstasida om den kritik Bergström framförde 1930 angående att sakkunniga i rättegångar utses, samt betalas för sina vittnesmål, av parterna själva. "Arkitekten Moje Bergström har satt fingret på en öm punkt i rättsordningen, då han påpekat huru det är ställt med den s.k. tekniska sakkunskapens vittnesmål i rättstvister. - De sakkunniga utses, framhåller arkitekten Bergström, av parterna själva och icke, såsom rätteligen borde ske, av domstolen. Detta har medfört missförhållanden som ropa på en reform.” Bergström kritiserar vidare att många domslut, på grund av "rakt motsatta" vittnesmål under ed av parternas betalda experter, leder till många felaktiga domslut och ”anmärkningsvärd ovederhäftighet”. Därtill stöttade Bergström kvinnliga arkitekter som medlemmar i Stockholms Byggnadsförening på ett tidigt stadium, 1931, även om invalet skedde först 1938. Bergström var drivande för att 2 augusti 1934 grunda Svensk Byggtjänst, samt satt i dess styrelse. Vidare var han ledamot av Statens betongkommitté från 1940, sakkunnig expert i en utredning om arkitektutbildningen 1940, som hänvisades till 1944 i en motion i Sveriges Riksdag, av Statens kommitté för byggnadsforskning från 1942,   och av Byggstandardiseringen 1950. Han var därtill aktiv i Svenska Teknologföreningen STF sedan åtminstone 1920, och satt i olika styrelser och kommittéer, och var styrelsens sekreterare 1941. Till exempel representerade han STF angående Nordisk Byggnadsdag, STF.s kommitté för yttrande om luftskyddsutredning, skrev om luftskydd i tidningen Arkitektur och föreläste vid välbesökta föredrag om luftskydd för civila, samt blev 1941 medlem i styrelsen för Vasastadens Luftskyddsförening med 10 000 medlemmar. Tillika utgav Bergström skrifter i byggnadstekniska ämnen, medverkade i radio med utbildningsprogram bland annat om "Egyptens pyramider" 4 juli 1951, samt var medarbetare i uppslagsverk och fackhandböcker.